# Lučko
Lučko je moško osebno ime.

## Izvor imena
Ime Lučko je različica imena Lucijan.

## Pogostost imena
Po podatkih Statističnega urada Republike Slovenije je bilo na dan 31. decembra 2007 v Sloveniji število moških oseb z imenom Lučko: 5.

## Osebni praznik
V koledarju je ime Lučko zapisano skupaj z Lucijanom; god praznuje 7. januarja ali pa 26. oktobra.